# Ben Nelson
Pour les articles homonymes, voir Nelson.
Earl Benjamin Nelson, dit Ben Nelson, né le 17 mai 1941 à McCook (Nebraska), est un homme politique américain. Membre du Parti démocrate, il est gouverneur du Nebraska de 1991 à 1999 et sénateur de l'État au Congrès des États-Unis entre 2001 et 2013.

## Biographie
Diplômé de l'université du Nebraska–Lincoln, il est attorney avant d'être élu, en 1990, gouverneur du Nebraska. Il est réélu en 1994.
En 1996, alors qu'il est au milieu de son mandat de gouverneur, il tente de se faire élire au Sénat des États-Unis, mais il est battu par le républicain Chuck Hagel.
Après ses deux mandats de gouverneur, il se retire en 1999, laissant le poste au nouveau gouverneur républicain Mike Johanns.
En 2000, il est élu au Sénat des États-Unis, au siège laissé vacant par le titulaire démocrate sortant, Bob Kerrey.
En 2005, il est l'un des candidats présumés au poste de secrétaire à l'Agriculture dans l'administration de George W. Bush. C’est finalement le républicain Mike Johanns, son successeur au poste de gouverneur du Nebraska, qui est choisi.
En janvier 2006, il a été le premier démocrate à apporter son soutien à Samuel Alito, candidat nommé par George W. Bush pour le poste de juge à la Cour suprême des États-Unis.
Il est le sénateur dont le taux d'approbation parmi ses électeurs est le plus élevé du Sénat en avril 2006.
En novembre 2006, il est réélu à son poste de sénateur avec 64 % des voix, contre 36 % au républicain Pete Ricketts. Selon les estimations de vote, il reçoit lors de cette élection le soutien de 42 % des électeurs républicains et de 71 % des électeurs indépendants.

## Opinions politiques
Hostile à l'avortement, il est membre de l'association « Democrats for Life of America », une organisation anti-interruption volontaire de grossesse (IVG) qui lutte pour la diminution du nombre d'avortements.
Nelson s'est opposé à la proposition de loi de la sénatrice Hillary Clinton, qui consistait à développer les cours d'éducation sexuelle dans les lycées et de faciliter l'accès à la contraception afin de diminuer le nombre d'avortements.

## Positionnement politique

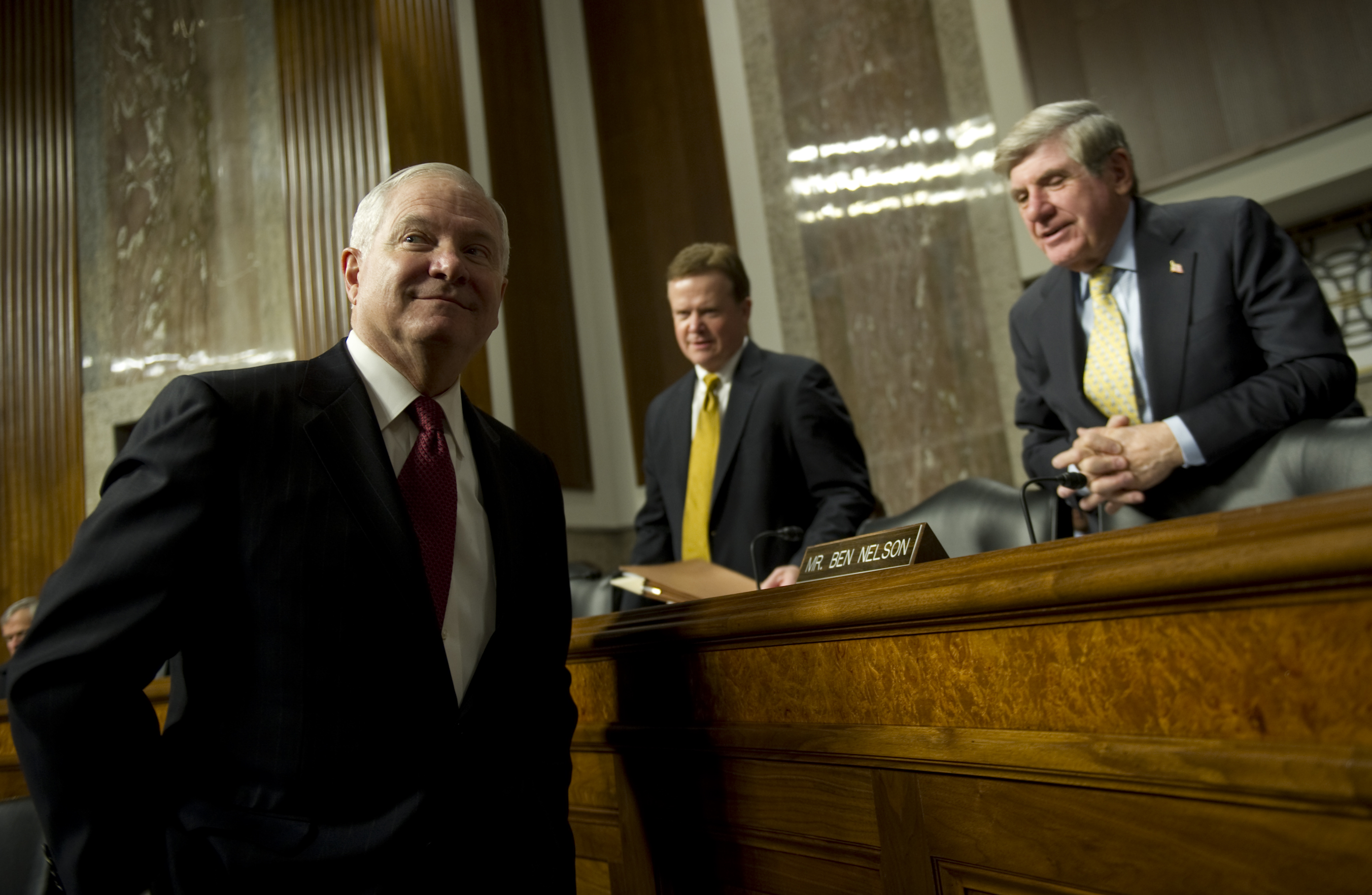
Robert M. Gates, Jim Gates et Ben Nelson

Ben Nelson est considéré comme l'un des démocrates les plus conservateurs du Congrès dont les votes sont souvent semblables à ceux des républicains. Il est considéré comme « Democrat In Name Only ».
En 2005, Ben Nelson a été désigné par Harry Reid comme le sénateur le plus conservateur du Sénat.
L'analyse de ses votes a démontré en 2005 qu'il était ainsi plus à droite que les sénateurs républicains Gordon Smith, Olympia Snowe, Arlen Specter, Susan Collins, et Lincoln Chafee. Seule, la sénatrice démocrate de Louisiane, Mary Landrieu aurait un positionnement aussi à droite que Ben Nelson.
Lors de l'élection présidentielle de 2008, il est l'un des tout  premiers sénateurs, au côté notamment de John Kerry, à apporter son soutien à la candidature de Barack Obama.
Le 5 août 2010, il est le seul sénateur démocrate à voter contre la nomination d'Elena Kagan à la cour suprême des États-Unis.